# 31º Stormo
Il 31º Stormo "Carmelo Raiti" è uno stormo dell'Aeronautica Militare italiana situato all'aeroporto di Roma-Ciampino. Il suo compito principale è quello di effettuare, in base alle norme vigenti, il trasporto delle autorità dello Stato e missioni di pubblica utilità, trasporti sanitari d'urgenza di ammalati, di traumatizzati gravi e di organi per trapianti, voli per esigenze umanitarie, nonché per interventi a favore di persone comunque in situazioni di rischio.

## Attività
Lo stormo gestisce le operazioni di volo per i più alti organi dello Stato secondo le norme vigenti. L'articolo 3 del decreto-legge 6 luglio 2011, n. 98, stabilisce che gli aerei e gli elicotteri dello stormo possono essere utilizzati dal Presidente della Repubblica, dai presidenti delle due camere del Parlamento, dal Presidente del Consiglio dei Ministri e dal Presidente della Corte Costituzionale. Eccezioni, soprattutto con riferimento agli impegni internazionali, devono essere specificatamente autorizzate e rese pubbliche sul sito della Presidenza del Consiglio dei Ministri, salvi i casi di segreto per ragioni di Stato. Secondo una direttiva integrativa del 23 settembre 2011 possono essere autorizzati anche le delegazioni ufficiali degli organi costituzionali e i Presidenti emeriti della Repubblica nonché i Capi di Stato e di governo stranieri quando lo richiedano il protocollo, le consuetudini, gli obblighi internazionali e la cura degli interessi della Repubblica. I velivoli vengono anche messi a disposizione del Papa. Su richiesta delle prefetture, altre agenzie governative e organizzazioni di soccorso, lo stormo si occupa anche del trasporto di malati e organi donati, nonché di persone che si trovano in particolari situazioni di emergenza. Il resto delle operazioni di volo sono destinate all'addestramento o al trasporto aereo all'interno delle forze armate, qualora quest'ultimo non sia svolto da reparti di trasporto aereo di Pisa e Pratica di Mare o da altri reparti.
Il 31º Stormo dipende dal Comando della squadra aerea tramite il subordinato Comando delle forze per la mobilità e il supporto. La Sala situazione di vertice del Comando della squadra aerea coordina tutte le attività di trasporto aereo per esigenze sanitarie e umanitarie, eseguite anche da altri reparti di volo. La gestione amministrativa dei voli di Stato e le autorizzazioni menzionate spettano alla Presidenza del Consiglio, dove esiste un ufficio per i voli di Stato, di governo e umanitari.

## Linea di volo
Attualmente (2025) la linea di volo è articolata in 14 velivoli:
- 4 aerei Gulfstream G650ER; MM62343 - MM62344 - MM62345 - MM62346
- 1 aereo Dassault Falcon 900EX; MM62210
- 2 aerei Dassault Falcon 900EX EASy;  MM62244 - MM62245
- 3 aerei Airbus A319-115 (CJ); MM62174 - MM62209 - MM62243
- 2 elicotteri AgustaWestland VH-139A; MM81806 - MM81807
- 2 elicotteri AgustaWestland UH-139A MM81811 (ex I-DPCA) - MM81812  (ex I-DPCK) già della Protezione Civile.

Fino al 2012 il Dipartimento della Protezione Civile aveva in dotazione due Piaggio P180 Avanti e due AgustaWestland AW139. Nell'ambito della cosiddetta spending review il governo Monti decise chiudere il reparto di volo della Protezione Civile e di affidare la gestione dei quattro velivoli all'Aeronautica Militare, la quale li assegnò 31º Stormo. I due P.180 sono stati gestiti dallo stormo per conto della Protezione Civile fino al 2018, successivamente sono stati ceduti al 14º Stormo di Pratica di Mare. I due elicotteri, immatricolati MM81811 (ex I-DPCA) e MM81812  (ex I-DPCK), risultano ancora in carico al 31º Stormo e a disposizione della Protezione Civile, ma di fatto assegnati a una scuola di volo.

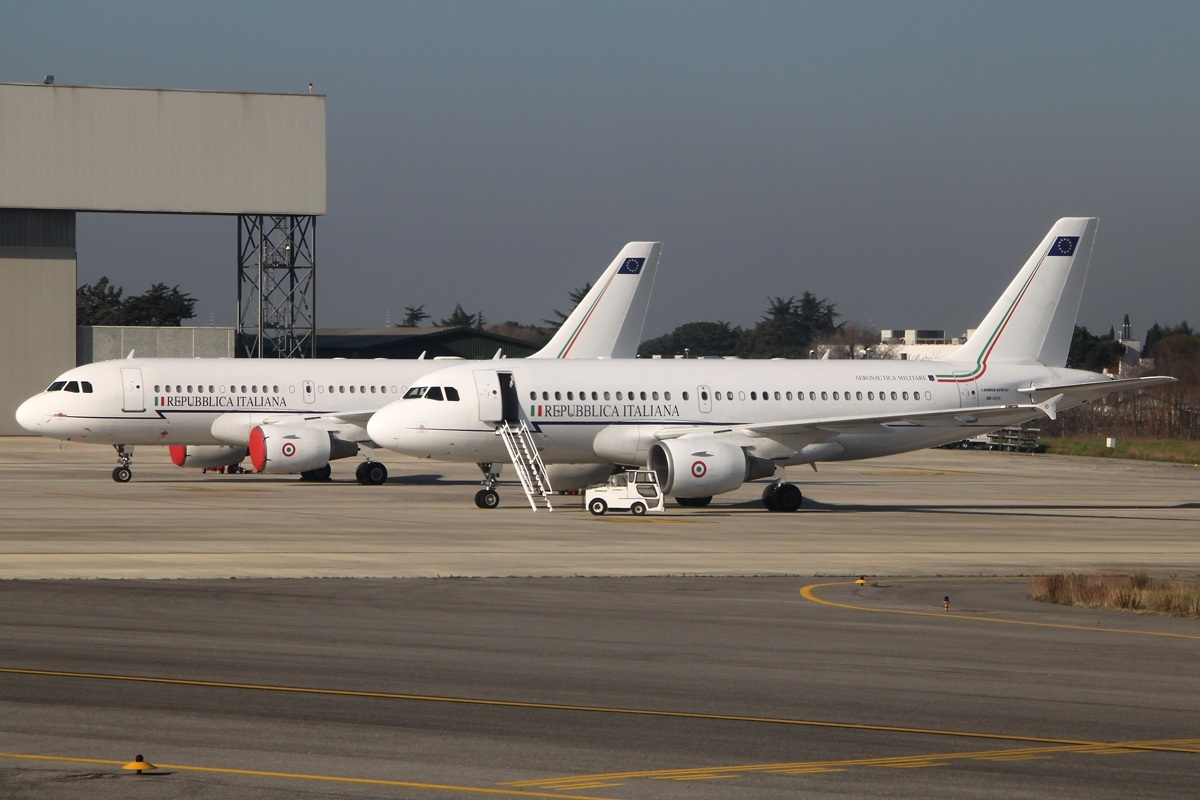
Due A319CJ a Ciampino
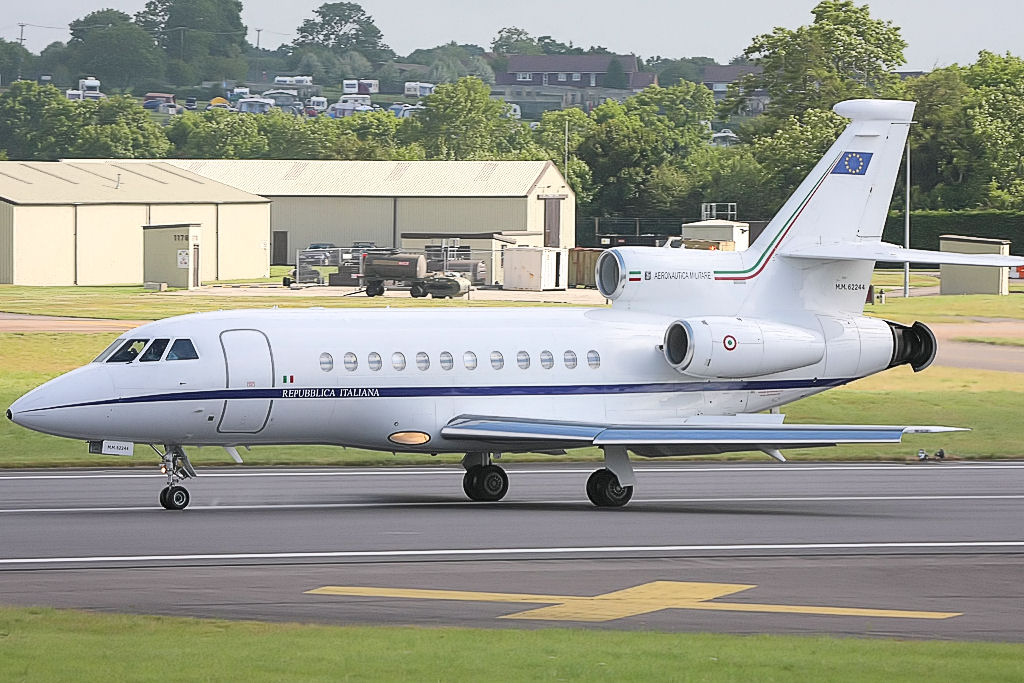
Falcon 900EX
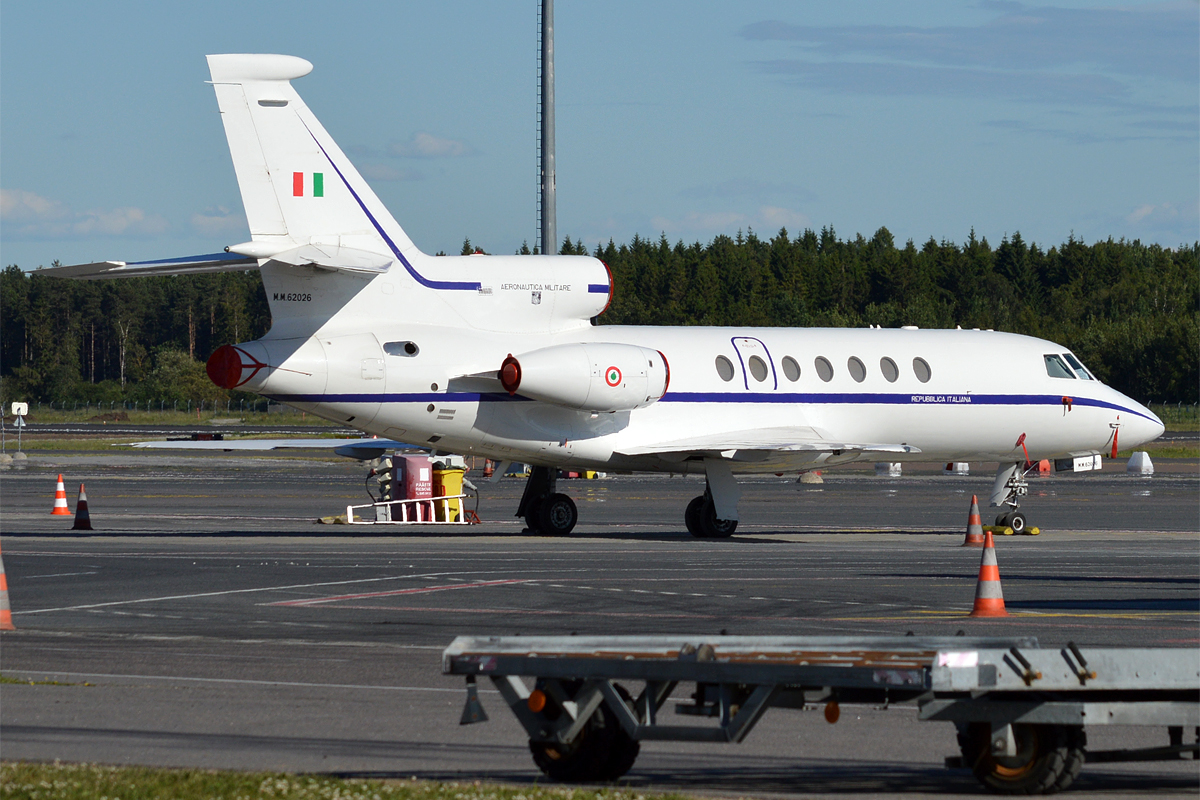
Falcon 50
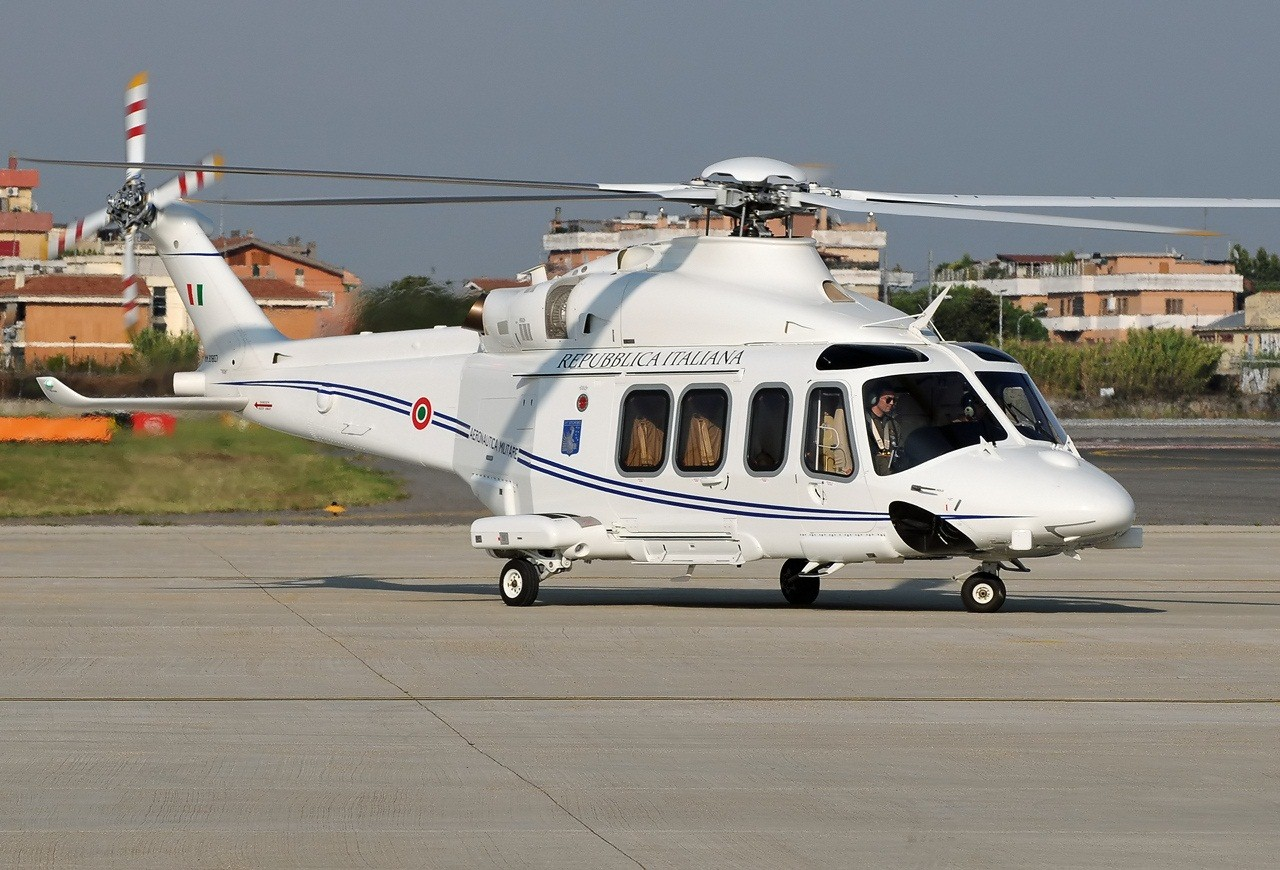
AW139 (VH-139A)

## Storia
Fu costituito il 1º ottobre 1933 all'idroscalo di Orbetello con il 93º Gruppo (costituito nel 1930) e il 94º Gruppo (su quattro Squadriglie, 196ª, 197ª, 198ª e 199ª) equipaggiato con idrovolanti SIAI S.55X, e inizialmente denominato Stormo Sperimentale da Bombardamento Marittimo. Assunse la denominazione di 31º Stormo nel 1936. Il Comandante dello Stormo era il tenente colonnello Stefano Cagna fino al 20 novembre 1933 quando venne sostituito dal colonnello Alberto Briganti fino al 5 marzo 1936. 
Nel giugno 1940 fu rischierato all'Aeroporto di Cagliari-Elmas con i CANT Z.506 (in dotazione dal 1939) agli ordini del Col. Franco Cavallarin con il XCIII Gruppo del Ten. Col. Domenico Docimo con la 196ª (8 CZ 506) e 197ª Squadriglia (8 CZ 506) ed il XCIV Gruppo del Ten. Col. Bruno Borgetti con la 198ª Squadriglia (8 CZ 506) inquadrato nel Comando Aeronautica della Sardegna - ASAR del Gen. D.A. Ottorino Vespignani di Cagliari, effettuando l'11 giugno la prima azione di guerra compiuta dalla Regia Aeronautica. La notte del 17 giugno successivo, 4 CZ 506 bombardano il porto di Biserta; vengono anche svolte ricognizioni ad Algeri ed Orano per controllare le forze navali francesi. A causa delle gravi perdite fu sciolto il 5 novembre 1940 e restò in attività solo il 93º Gruppo, per essere sciolto alla fine della seconda guerra mondiale. Al 15 marzo 1941 il 93° dispone di 9 CZ 506 ad Elmas.
Il 1º marzo del 1965, il Centro Elicotteri di Pratica di Mare assume la denominazione di 31º Stormo Elicotteri, articolato su due Gruppi: il 93º ed il 94º. Il 6 ottobre del 1976 il 31º Stormo Elicotteri acquisisce il Reparto Volo Stato Maggiore (RVSM) e i suoi mezzi ad ala fissa. Il RVSM era stato costituito nel 1925 a Roma-Centocelle e poi ricostituito nel 1946. Nel dopoguerra era dotato di un Fiat G.212, un Douglas C-47, quattro Savoia-Marchetti S.M.79, due Fiat G.12 e due Savoia-Marchetti S.M.75. Il 1 settembre 1952 in seno al RVSM fu formato il 306º Gruppo e, dopo il trasferimento a Roma-Ciampino, avvenuto nel 1957, il 302º Gruppo. Negli anni 60 questi due gruppi di volo erano dotati di aerei del tipo Convair CV-440, Douglas C-47, C-53 e DC-6B, sostituiti negli anni 70 da alcuni Piaggio PD-808 e da due Douglas DC-9-32. Con l'assorbimento del RVSM da parte del 31º Stormo, quest'ultmo si trasferì da Pratica di Mare all'aeroporto di Ciampino, risultando formato dal 93º Gruppo e dal 306º Gruppo, equipaggiati con tre CV-440, quattro DC-6B, otto PD-808, due DC-9-32 e due elicotteri Agusta-Sikorsky ASH-3D/TS. Dismessi i vecchi aerei a elica, a partire dal 1985 la linea di volo fu rinnovata con due Gulfstream III e quattro Dassault Falcon 50, i quali sostituirono anche i piccoli PD-808. Nel 2000 i due DC-9 lasciarono il posto a due Airbus A319CJ, ai quali nel 2003 se ne aggiunse un terzo (MM62209). Nel 2005 il primo A319CJ (MM62173) fu venduto al governo turco e sostituito da un A319CJ nuovo (MM62243). Tra il 1999 e il 2006 cinque Dassault Falcon 900 sostituirono i due Gulfstream III e due dei quattro Falcon 50. Nel 2012 due elicotteri AW139 presero il posto dei due ormai vetusti SH-3D, noti al grande pubblico soprattutto per i voli papali.
Nel 2025 inizia la sostituzione dei Falcon con i Gulfstream G650.

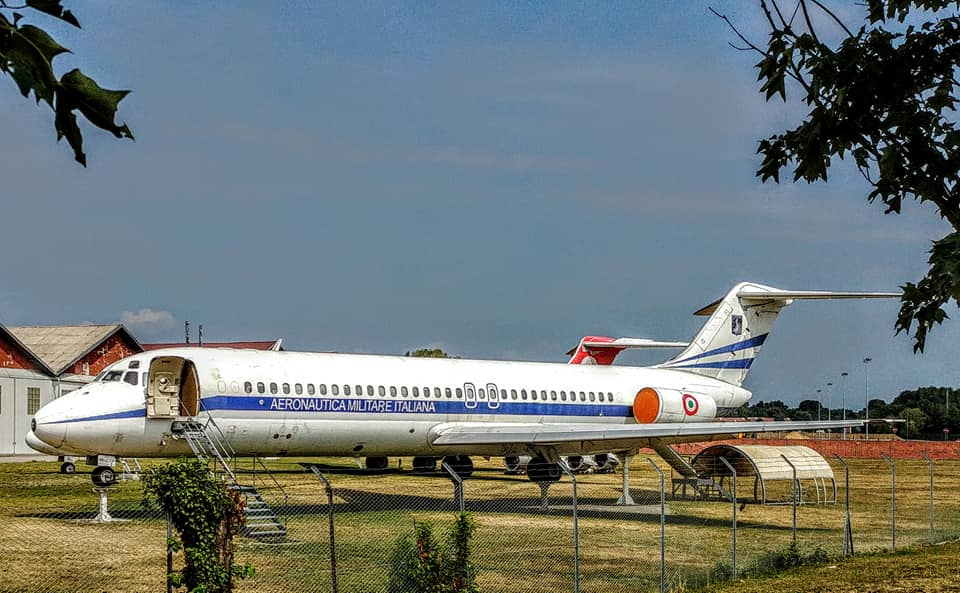
DC-9-32 del 31º esposto a Volandia
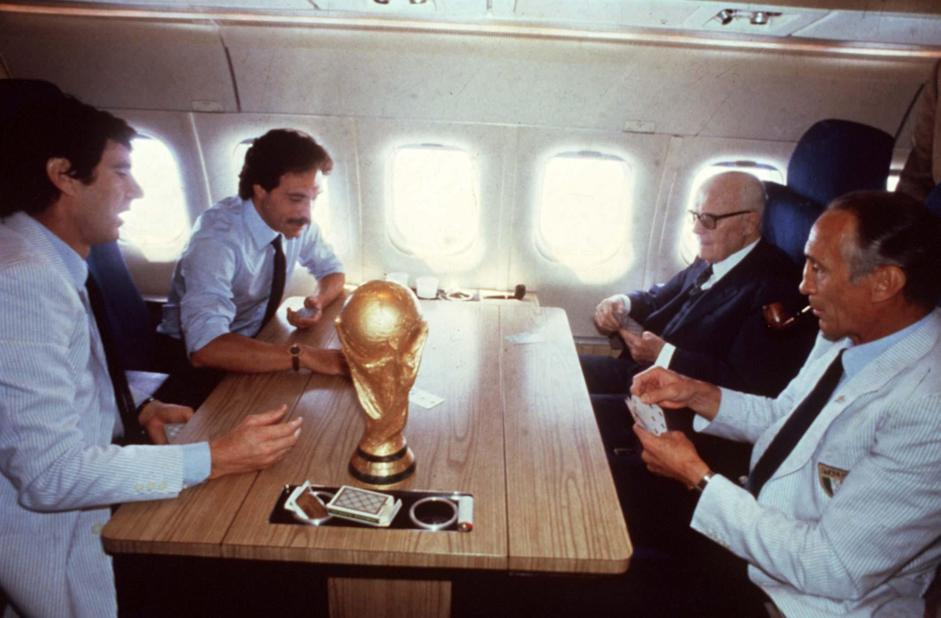
Sandro Pertini con i Campioni del Mondo su un DC-9 del 31º
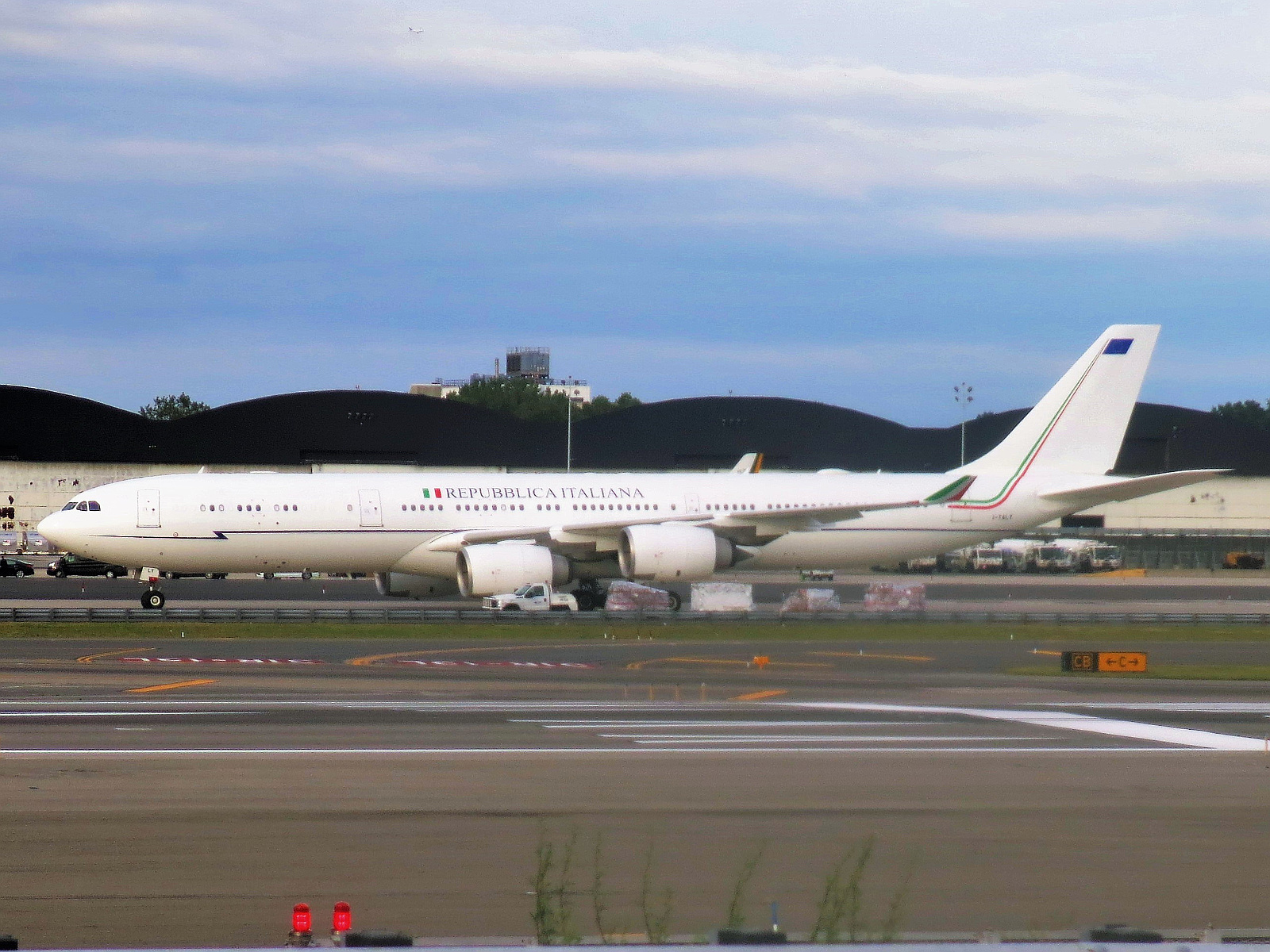
Airbus A340-500 a New York
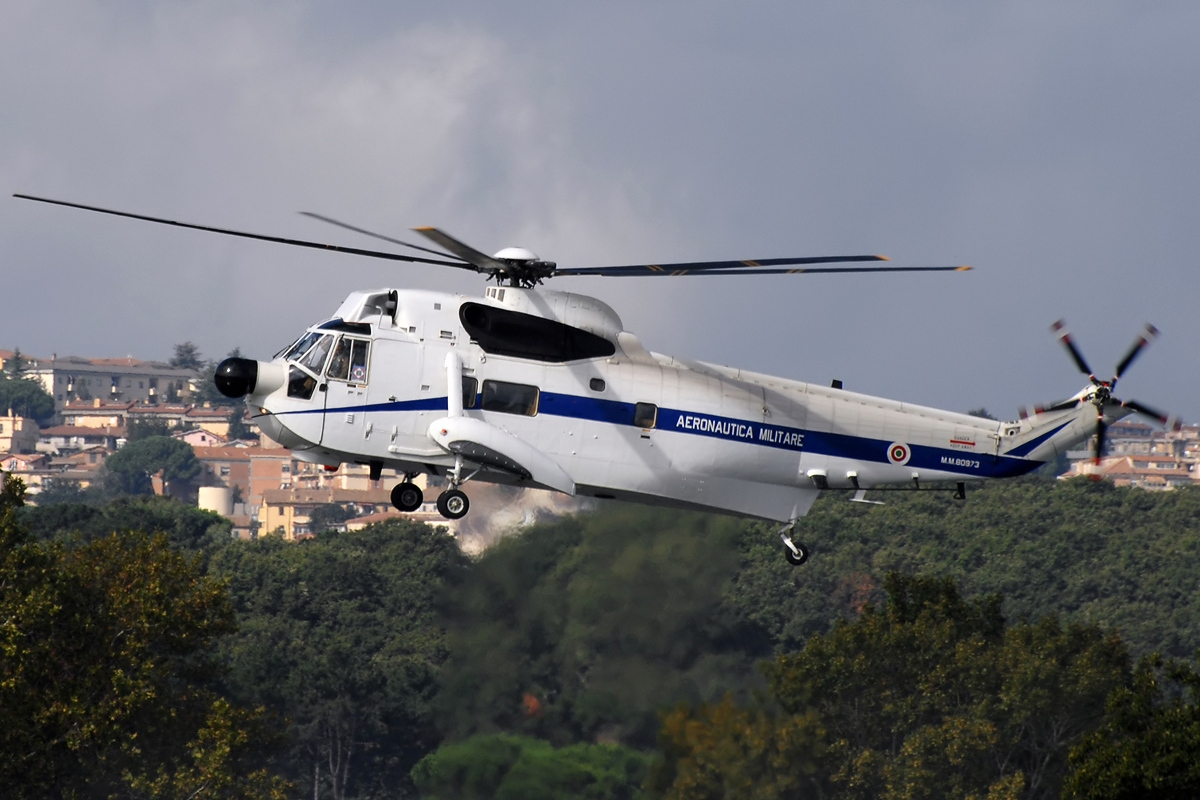
Agusta-Sikorsky ASH-3D/TS

Per i voli di Stato a lungo raggio, dagli anni 50 agli anni 90 la Presidenza della Repubblica e il governo ricorsero anche al noleggio di aerei delle compagnie Linee Aeree Italiane e Alitalia. Emblematici furono i viaggi dei Presidenti Giovanni Gronchi (Sud America, 1961, DC-8), Giuseppe Saragat (Nord America, Australia, giro del mondo, 1967, DC-8) e Sandro Pertini (Stati Uniti, 1982, DC-10) e del Presidente del consiglio Bettino Craxi (Giappone, Cina, 1986, 747). Per sopperire alla mancanza di aerei di Stato a lungo raggio e a fusoliera larga, il governo Renzi nel 2015 procedette al controverso leasing di un Airbus A340-500 della Etihad Airways, dato in gestione all'Alitalia, basato a Fiumicino e operato da equipaggi del 31º Stormo. Il leasing dell'aereo con matricola civile I-TALY, velivolo che aveva un valore residuale molto inferiore al leasing concordato con la società emiratina allora socia di Alitalia, è stato rescisso nel 2018 dal governo Conte. Nel 2013 il governo Letta aveva deciso di vendere un A319CJ e due Falcon 900EX per destinare i ricavi alla flotta antincendi; successivamente, le aste, andate deserte, sono state interpretate come una sostituzione di aerei vecchi e insufficienti con uno più grande, l'A340. L'A319CJ è stato poi trattenuto in servizio e, insieme agli altri due A319, revisionato e ammodernato dall'Atitech a Napoli-Capodichino. I due Falcon sono invece stati ceduti alla Compagnia Aeronautica Italiana di Ciampino, una società di proprietà dei servizi segreti italiani, e con essa hanno volato dal 2017 al 2023.
Apparteneva al 306º Gruppo del Reparto Volo dello Stato Maggiore (RVSM, poi 31º Stormo) il velivolo Douglas C-47 Argo 16 precipitato vicino a Porto Marghera il 23 novembre 1973. Secondo molti, fra cui l'ex Presidente della Repubblica Francesco Cossiga, il C-47 precipitò per intervento dei servizi segreti israeliani.

## Gli stemmi
Lo stemma del 31º Stormo riproduce l'aquila dell'A.M. integrata nella prua di un'imbarcazione, quella degli Argonauti, illuminata dalle sette stelle delle Pleiadi. Deriva dal distintivo della 1ª Squadriglia navale S.A., formata nel 1918 a Venezia-San Nicolò e comandata da Gabriele D'Annunzio.
Lo stemma del 93º Gruppo del 31º Stormo riproduce due aerei, un Falcon 50 e uno dei velivoli (Savoia-Marchetti S.55A) utilizzati per la transvolata oceanica Italia - Brasile del 1930, che superano le Colonne d'Ercole. Dei trasvolatori atlantici dell'idroscalo di Orbetello, culla del 93º Gruppo e del 31º Stormo, gli equipaggi s'impegnano "a rinnovar le gesta", odierno motto dello stormo.
Il 306º Gruppo trasporti speciali ha ereditato lo stemma del vecchio Reparto Volo dello Stato Maggiore, con quattro stelle a losanga, quattro carte da gioco con l'asso e la rappresentazione stilizzata di varie tipologie di velivoli, già in dotazione al Reparto, e l'abbreviazione RVSM, sostituita dal numero 306, il tutto su smalti blu e celeste. Stemmi molto simili sono stati utilizzati dagli ex reparti volo dei comandi delle tre regioni aeree.